# Chomiec
Chomiec (niem. Klarenwerder) – mała osada śródleśna w Polsce położona w województwie zachodniopomorskim, w powiecie sławieńskim, w gminie Sławno. Miejscowość wchodzi w skład sołectwa Janiewice.
W latach 1975–1998 miejscowość administracyjnie należała do województwa słupskiego.